# Dilolo
Dilolo est une localité chef-lieu du territoire éponyme de la province du Lualaba en république démocratique du Congo.

## Géographie
La localité est située à la frontière avec l'Angola sur la route nationale 39 à 433 km à l'ouest du chef-lieu provincial Kolwezi, à l'ouest de Lubumbashi.

## Histoire
Le point de passage du chemin de fer a été ré-inauguré en 2004, après une interruption du trafic ferroviaire de vingt-six années essentiellement due à la guerre civile en Angola.

## Administration
Chef-lieu territorial de 23 334 électeurs recensés en 2018, la localité a le statut de commune rurale de moins de 80 000 électeurs, elle compte 7 conseillers municipaux en 2019.

## Population
Le recensement date de 1984,.
| 1984 | 2004   | 2012   |
| ---- | ------ | ------ |
| -    | 15 582 | 18 364 |

## Économie
Elle est le point l'entrée de la ligne de chemin de fer de la SNCC qui relie Luanda sur l'océan Atlantique à Lubumbashi.

## Infrastructure

### Transport
La ville possède l'une des principales gares du chemin de fer de Benguela, qui la relie à Kolwezi  et  Tenke, à l'est, et à Luau et Lobito (sur la côte de l'Angola), à l'ouest.

## Personnalités
- Ambroise Mbaka Kawaya Swana (1949-2015), dirigeant d'entreprises minières et vice-ministre des mines en République démocratique du Congo, né à Dilolo.